# Liste der Naturdenkmale in Büchenbeuren
Die Liste der Naturdenkmale in Büchenbeuren nennt die im Gemeindegebiet von Büchenbeuren ausgewiesenen Naturdenkmale (Stand 13. Mai 2024).

## Naturdenkmale
| Nr.         | Bezeichnung | Lage                                       | Beschreibung                                    | Bild                                    |
| ----------- | ----------- | ------------------------------------------ | ----------------------------------------------- | --------------------------------------- |
| ND-7140-027 | Eiche       | westlich des Ortes; Abteilung Im Wald Lage | Quercus sp., einer von ursprünglich zwei Bäumen | Direkt Bild zu diesem Denkmal hochladen |

## Ehemalige Naturdenkmale
| Nr. | Bezeichnung           | Lage                                                            | Beschreibung | Bild                                    |
| --- | --------------------- | --------------------------------------------------------------- | --- | --------------------------------------- |
|     | Kaiser-Wilhelm-Eiche  | an der heutigen L 182                                           | Quercus sp., um 1750 gekeimt;, hier Nr. 34 Rechtsverordnung aufgehoben                                                       | Direkt Bild zu diesem Denkmal hochladen |
|     | Eichen-Buchen-Bestand | Dietrichshöhe Lage                                              | Quercus sp., 43 Bäume, und Fagus sylvatica, neun Bäume; flächenhaftes Naturdenkmal;, hier Nr. 35 Rechtsverordnung aufgehoben | Direkt Bild zu diesem Denkmal hochladen |
|     | Buche                 | Dietrichshöhe, vor Nr. 14 Lage                                  | Fagus sylvatica, um 1650 gekeimt;, hier Nr. 36 Rechtsverordnung aufgehoben                                                   | Direkt Bild zu diesem Denkmal hochladen |
|     | Eiche                 | westlich des Ortes an der heutigen K 74; Flur In Othscheid Lage | Quercus sp., um 1650 gekeimt;, hier Nr. 37 Rechtsverordnung aufgehoben                                                       | Direkt Bild zu diesem Denkmal hochladen |
|     | Eiche                 | westlich des Ortes; Abteilung Im Wald Lage                      | Quercus sp., um 1750 gekeimt;, hier Nr. 38 Rechtsverordnung aufgehoben                                                       | Direkt Bild zu diesem Denkmal hochladen |
|     | Zwei Eichen           | östlich des Ortes; Abteilung In den Fichten Lage                | sogenannte Hitler- und Seldteeiche; Quercus sp., zwei Bäume, um 1800 gekeimt;, hier Nr. 39 Rechtsverordnung aufgehoben       | Direkt Bild zu diesem Denkmal hochladen |